# 法老
法老（古埃及文转写：pr ʿ3）是古埃及君主的尊称。是希腊语“pharaoh”（直译为“大宫殿”）的音译。在古王国时代仅指王宫，从新王国第十八王朝图特摩斯三世起作为颂词开始用于国王自身，并逐渐演变成对国王的一种尊称。第二十二王朝以后，成为国王的正式头衔。习惯上将古埃及的国王通称为法老。法老是国家政权的最高代表，掌握军、政、神权。法老自称是太阳神拉之子，是天神在地上的代理人和化身。

## 词源
“法老”一词实际上翻译自希腊文和希伯來文对尼罗河流域国家统治者的称呼，这一称呼则来源于埃及语的“王宫”一词。因此“法老”原指王宫或者朝堂，到埃及第十二王朝末期，“法老”一词还仅仅使用于指代王宫。最早将“法老”用来表示埃及君主的是第十八王朝埃赫那顿时期的一封信，其中提到“法老，愿他健康长寿并富有，君王”。在此之后的第十九王朝，“法老”一词还可以用来代表贵族，而不仅仅是国王。直到第二十二王朝，法老一词开始同法老具体的称谓联系在一起使用，“法老”才成为现在的含义，即埃及国王。
在不使用“法老”一词的时间里，古埃及人一般使用“国王”、“殿下”、“君主”等词表示国家的统治者，但这些词都是古埃及文的意译，而不是音译。而由于“法老”一词的独特性，后人习惯上就把所有古埃及国王都用这一称谓表示了。

## 王衔
由于古埃及法老是神的化身，法老不仅具有行政最高权力，还是最高祭司和被崇拜的对象。对于其不同的身份，法老通常选择不同的称谓（即王衔），以便表明其崇高的地位。古埃及历史上法老一般有五个称谓，分别是荷鲁斯名、两女神名、金荷鲁斯名、登基名和原名。这一系列的王衔最晚开始于埃及第五王朝中期。
以埃及第十八王朝的图特摩斯三世为例，其五个王衔为：
- 荷鲁斯名：来自底比斯的荷鲁斯神牛（Kanakht Khaemwaset）；
- 两女神名：两女神之子，在天上像拉神一样行使王权（Wahnesytmireempet）；
- 金荷鲁斯名：权能的金荷鲁斯，神圣的仪表（Sekhempahtydsejerkhaw）；
- 登基名：莎草和蜜蜂之子，拉神的化身（Menkheperre）；
- 原名：图特摩斯和拉神的美丽之子（Thutmose Neferkheperu）。

以上王衔一般都与古埃及宗教信仰有关，其中荷鲁斯是法老的鹰头守护神，法老的王位只有借助荷鲁斯才是正统的；两女神则代表上埃及和下埃及，表示法老统治的范围包括整个埃及全境，同时也象征埃及的统一；金荷鲁斯表示荷鲁斯神对賽特神的和解，但具体含义至今不清楚；登基名是法老登基时引入的王衔；而原名则是法老登基之前就已经使用的名称，即法老名諱。
五个王衔的具体含义分别介绍如下：

### 荷鲁斯名
“荷鲁斯名”，来自于古埃及宗教中一个古老而至关重要的鹰神——荷鲁斯。荷鲁斯神同时是天神和王权的化身，而拥有荷鲁斯名，表明埃及王是荷鲁斯神地上的代表，是埃及王位正统的拥有者。法老的荷鲁斯名一般写在一个方框之中，在方框上方则停留着一个荷鲁斯神（鹰的形象，也是埃及圣书体文字的“荷鲁斯”），因此王衔得名“荷鲁斯名”。
在早王朝时期，“荷鲁斯”是法老荷鲁斯名的一部分，例如埃及第一王朝的荷尔-阿哈之意为“战斗的荷鲁斯神”。荷鲁斯名不是法老出生时就有的，而是在登基的时候赋予的，在早王朝和古王国早期，荷鲁斯名是国王正式的称谓，但后来其重要性逐渐降低，在古王国后期被登基名和原名所取代，但直到古埃及法老时代的结束，法老仍然拥有荷鲁斯名。